# DREAM.6
OLYMPIA DREAM.6 ミドル級グランプリ2008 決勝戦（オリンピア ドリーム・シックス ミドルきゅうグランプリにせんはち けっしょうせん）は、日本の総合格闘技イベント「DREAM」の大会の一つ。2008年（平成20年）9月23日、埼玉県さいたま市のさいたまスーパーアリーナで開催された。
本大会では、ミドル級グランプリのトーナメント準決勝、および決勝が行われた。

## 大会概要
ミドル級グランプリ準決勝では、ゲガール・ムサシ、ホナウド・ジャカレイが決勝進出を決め、決勝ではムサシがジャカレイに失神TKO勝ちを収めグランプリ優勝を果たし、初代DREAMミドル級王座に認定された。
第9試合に勝利した秋山成勲が試合後のリングで大晦日の吉田秀彦との対戦をアピールした。直後の第10試合に勝利した青木真也は試合後のリングで秋山との対戦をアピールした。

## 試合結果
第1試合 ミドル級グランプリ リザーブマッチ 1R10分、2R5分
○  アンドリュース・ナカハラ vs.  ユン・ドンシク ×
2R 0:30 TKO（レフェリーストップ：パウンド）
※ナカハラがリザーブ権獲得に成功。
第2試合 ミドル級グランプリ 準決勝 1R10分、2R5分
○  ゲガール・ムサシ vs.  メルヴィン・マヌーフ ×
1R 1:28 三角絞め
※ムサシがグランプリ決勝進出。
第3試合 ミドル級グランプリ 準決勝 1R10分、2R5分
○  ホナウド・ジャカレイ vs.  ゼルグ・"弁慶"・ガレシック ×
1R 1:27 腕ひしぎ十字固め
※ジャカレイがグランプリ決勝進出。
第4試合 ライト級ワンマッチ 1R10分、2R5分
○  中村K太郎 vs.  アドリアーノ・マルチンス ×
2R終了 判定2-1
第5試合 ヘビー級ワンマッチ 1R10分、2R5分
○  セルゲイ・ハリトーノフ vs.  ジミー・アンブリッツ ×
1R 2:15 TKO（ギブアップ：パウンド）
第6試合 フェザー級ワンマッチ 1R10分、2R5分
○  山本篤 vs.  所英男 ×
2R終了 判定3-0
第7試合 ミドル級ワンマッチ（契約体重フリー） 1R10分、2R5分
○  船木誠勝 vs.  ミノワマン ×
1R 0:52 踵固め
第8試合 ウェルター級ワンマッチ 1R10分、2R5分
○  桜井"マッハ"速人 vs.  弘中邦佳 ×
2R終了 判定3-0
第9試合 ミドル級ワンマッチ 1R10分、2R5分
○  秋山成勲 vs.  外岡真徳 ×
1R 6:26 腕ひしぎ十字固め
第10試合 ライト級ワンマッチ 1R10分、2R5分
○  青木真也 vs.  トッド・ムーア ×
1R 1:10 裸絞め
第11試合 ヘビー級ワンマッチ 1R10分、2R5分
－  ミルコ・クロコップ vs.  アリスター・オーフレイム －
1R 6:09 ノーコンテスト（ローブロー）
第12試合 ミドル級グランプリ 決勝 1R10分、2R5分
○  ゲガール・ムサシ vs.  ホナウド・ジャカレイ ×
1R 2:15 TKO（レフェリーストップ：蹴り上げ）
※ムサシがグランプリ優勝。